# N,N-dimethylacrylamide
N,N-dimethylacrylamide (afgekort tot DMAA) is een carbonzuuramide met een acryloylgroep.

## Toepassingen
N,N-dimethylacrylamide wordt gebruikt als reagens voor de synthese van andere verbindingen, en als monomeer voor polymeren. Het polymeer van DMAA kan vocht absorberen en wordt dan zacht; in droge toestand is het stijf. Dat maakt het geschikt voor de productie van hydrogels en toepassing in contactlenzen. Polymeer van DMAA wordt ook gebruikt in cosmetica als UV-beschermer en in de coating van geneesmiddelen. Polymeren van DMAA kleven ook zeer goed op glas en tin.
N,N-dimethylacrylamide wordt in copolymeren gebruikt om de eigenschappen van het polymeer te verbeteren. Copolymeren met DMAA hechten of kleven beter en hebben betere antistatische eigenschappen. Het verhoogt bijvoorbeeld het draagcomfort van kunstvezels als nylon door het verbeteren van de waterabsorptie en de antistatische karakteristiek.

## Toxicologie en veiligheid
N,N-dimethylacrylamide is een heldere, kleurloze tot licht gele en hygroscopische vloeistof. Ze is oplosbaar in water, alcohol en de meeste gangbare organische oplosmiddelen behalve n-hexaan. Het is een giftige en brandbare stof. DMAA kan gemakkelijk polymeriseren; bij opslag moet er een polymerisatie-inhibitor toegevoegd worden.